# Vojířova štola
Vojířova štola (Štola XXII) v Praze na Malé Straně se nachází na severním svahu vrchu Petřína v Lobkovické zahradě poblíž pomníku Jaroslava Vrchlického při cestě ke Strahovskému klášteru. Byla pojmenovaná podle českého speleologa Vladimíra Vojíře (1946–2016).

## Historie
Štola byla vyražena jako zkušební úsek odvodňovací galerie v roce 1989 a měla vést až k Pohořelci (je bez vody). V roce 2005 byla zpřístupněna veřejnosti tematickou výstavou Podzemní Praha zaměřenou na podzemí Prahy. Tato výstava se zde konala několik let.

## Popis
Vstupní portál má kolmo vybíhající ramena, mezi kterými jsou osazeny plechové dveře. Ražená štola má šířku 350 cm a výšku přibližně 280 cm, její profil je půlkruhový s viditelnou ocelovou výztuží pod betonovým nástřikem. Světlý profil chodby je rozmezí 4,7 až 9 m², celková délka štoly je 94 metry.
Od vchodu se z jižního směru postupně stáčí k západu a končí čelbou s nástřikem betonu. Přibližně v polovině má náznak odbočky, který za rozšířením končí zabetonovanou čelbou. Počva je betonová s úzkým odvodňovacím žlábkem a dvěma sedimentačními jímkami. Kanálek je místy překrytý pochozími plechy.
Svými parametry splňuje podmínky Podzemního objektu ve smyslu zákona 61/1988 Sb., a to podle § 37 odst. g) tohoto zákona, jako odvodňovací a vodovodní štoly o světlém průřezu větším než 2 m², pokud jejich délka přesáhne 50 metrů.

### Pamětní deska
Na zdi před vchodem do štoly je pamětní deska s textem:
```
„VOJÍŘOVA ŠTOLA PAMÁTCE VÝZNAMNÉHO PRAŽSKÉHO SPELEOLOGA VLADIMÍRA VOJÍŘE 26.2.1946 – 28.2.2016„
[
6
]
```